# 万州长江大桥
万州长江大桥原名万县长江大桥是中華人民共和國重庆市万州区的一座跨越长江上的公路桥梁，该桥位于万州区城区上游7公里处，是318国道在万州城区跨越长江的通道，也作为万州城区北岸与南岸的交通要道。大桥1994年5月开工建设，1997年6月建成通车。
万州长江大桥是长江之岷江口以下江段建成的第一座单孔跨江拱桥，同时也是当时世界上跨径和规模最大的钢筋混凝土拱桥。

## 技术参数
大桥全长856米，主跨420米，宽23米，双向四车道，桥型为钢筋混凝土拱桥。